# Kaonik (Kruševac)
Kaonik (Servisch cyrillisch Каоник) is een plaats in de Servische gemeente Kruševac. De plaats telt 1460 inwoners (2002).